# Вашингтон, Лоуренс (1602—1652)
Лоуренс Вашингтон (англ. Lawrence Washington; 1602, Салгрейв, Нортгемптоншир, Англия — 21 января 1652, Молдон, Эссекс, Англия) — английский священник, прапрадед первого президента США Джорджа Вашингтона.

## Биография
Лоуренс Вашингтон родился в 1602 году. Он был пятым сыном Лоуренса Вашингтона (1565—1616) из Салгрейва в Нортгемптоншире и внуком Роберта Вашингтона (1544—1619). Его матерью была Маргарет Батлер (ум.16 марта 1651), старшая дочь Уильяма Батлера из Кукфилда в Сассексе.
У Лоуренса было семь братьев: Роберт, Джон, Уильям, Ричард, Томас, Грегори и Джордж; и девять сестёр: Элизабет, Джоан, Маргарет, Элис, Фрэнсис, Эми, Люси, Барбара и Джейн. Его старший брат, Уильям Вашингтон, женился на Анне Вильерс, сводной сестре фаворита Якова I, Джорджа Вильерса, 1-го герцога Букингемского.

### Карьера
Вашингтон поступил в Брасенос-колледж в 1619 году. В 1623 году он получил степень бакалавра искусств и через несколько дней был избран членом коллегии. В 1626 году получил степень магистра искусств, а в 1627 году назначен университетским лектором.
26 августа 1632 года архиепископ Кентерберийский Уильям Лод назначил Вашингтона проктором в Оксфорде. В союзе с королём Карлом I Лод стремился избавить университет от пуританского духовенства, а Лоуренс сыграл важную роль в проведении чисток архиепископа. Заслуги Вашингтона перед Лодом принесли ему назначение в хорошо оплачиваемый приходской дом в Перли в Эссексе, должность, которую он занял в 1632 году. Это назначение позволило Вашингтону жениться на Амфиллис Твигден, грамотной и богатой молодой вдове. Оксфордским лекторам было запрещено вступать в брак, и Вашингтон рисковал своим положением в университете, ухаживая за ней.
Во время Гражданской войны более ста священников Англиканской церкви, именуемых "скандальными и злобными священниками", были лишены жизни по обвинению в государственной измене или безнравственности по приказу пуританского парламента. В 1643 году Вашингтон подвергся цензуре по сфабрикованному обвинению в том, что он "частый завсегдатай пивных", который "поощрял других в этом отвратительном пороке", и лишился своего благочестия.
После изгнания из Перли Лоуренс стал настоятелем обедневшего прихода в Литтл-Бракстеде в Эссексе. Ни Амфиллис, ни их дети не сопровождали его туда, так как их приютила семья сэра Эдвина Сэндиса, сочувствующего родственника, казначея в Виргинской компании. Через Сэндиса сын Лоуренса Джон получил ученичество у лондонского купца, где изучал торговлю табаком.

### Смерть
Лоуренс Вашингтон умер в бедности, оставив имение недостаточной стоимости, чтобы требовать выдачи административных писем, и был похоронен на кладбище церкви Всех Святых в Молдоне.

## Личная жизнь
У Лоуренса Вашингтона и Амфиллис Твигден было шесть детей, трое из которых иммигрировали в Виргинию:
- Джон Вашингтон родился около 1633 года, вскоре после свадьбы родителей, эмигрировал в Виргинию в 1656 году. Впервые он женился в 1658 году на Энн Поуп (ум.1668), от которой у него родились трое детей: Лоуренс (дед Джорджа Вашингтона), Джон и Энн. Он женился во второй раз на Энн (девичья фамилия неизвестна). В третий раз он женился на Фрэнсис Джерард. Он оставил завещание от 21 сентября 1675 года, которое было подтверждено 10 января 1677 года.
- Лоуренс Вашингтон, крещёный в Тринге 18 июня 1635 года, эмигрировал в Виргинию до мая 1659 года, но вернулся в Англию, став купцом в Лутоне в Бедфордшире. Сначала он женился на Мэри Джонс, от которой у него родились сын Чарльз и дочь Мэри. Он эмигрировал в Виргинию второй раз незадолго до 27 сентября 1667 года. Он женился во второй раз, примерно в 1669 году, на Джойс Джонс, от которой у него были сын Джон и дочь Энн. Он оставил завещание от 27 сентября 1675 года, которое было подтверждено 6 июня 1677 года.
- Уильям Вашингтон (крещён 14 октября 1641).
- Элизабет Вашингтон (крещена 17 августа 1636).
- Маргарет Вашингтон, вышедшая замуж за Джорджа Талбота.
- Марта Вашингтон, эмигрировавшая в Виргинию в 1678 году, вышла замуж за Сэмюэля Хейворда, сына лондонского купца Николаса Хейворда. Брак был бездетный. Она оставила завещание от 6 мая 1697 года, которое было подтверждено 8 декабря 1697 года.